# The Great Giana Sisters
The Great Giana Sisters – komputerowa gra platformowa produkcji niemieckiej autorstwa Time Warp Productions, wydana w roku 1987 przez firmę Rainbow Arts. Autorem muzyki do gry jest Chris Hülsbeck, programistą Armin Gessert a autorem grafiki Manfred Trenz. Jest to gra naśladująca Super Mario Bros. Oryginalnie została stworzona na Commodore 64, a później stworzono wersje na kolejne platformy. Po wydaniu uzyskała wśród graczy status gry kultowej. W 2009 roku, pod czujnym okiem Armina Gesserta ukazał się oficjalny remake gry pod tytułem Giana Sisters DS wydany przez DTP Entertainment, paradoksalnie jako tytuł na wyłączność dla przenośnej konsoli firmy, która stworzyła Super Mario Bros. – Nintendo DS. Było to swego rodzaju uznanie dla „naśladowców” przez koncern Nintendo. W późniejszych latach pojawiły się także wersje na mobilne systemy, takie jak iOS i Android. W 2012 roku została zapowiedziana jej oficjalna kontynuacja pod nazwą Project Giana, która ukazała się w październiku tego samego roku pod tytułem Giana Sisters: Twisted Dreams. W 2015 ukazała się kolejna kontynuacja pod tytułem Giana Sisters: Dream Runners, jednak zebrała ona negatywne recenzje.

## Rozgrywka
The Great Giana Sisters to dwuwymiarowa gra platformowa, w której gracz kieruje postacią idącą od lewej do prawej strony. Gra składa się z 33 poziomów. Oprócz rozgrywki jednoosobowej posiada ona tryb dla dwóch graczy, w którym obaj naprzemiennie sterują siostrami aż do utraty wszystkich punktów życia przez jedną z postaci. Akcja gry rozgrywa się we śnie dwóch sióstr: Giany i Marii, które muszą pokonać wielu wrogów i wybrnąć z niebezpiecznych sytuacji na swojej drodze, by zdobyć ogromny diament. Po dotarciu do celu okazuje się, że wszystko było rzeczywiście snem.
Celem gry jest przejście na drugą stronę planszy przed upływem ustalonego w danym poziomie czasu. W trakcie rozgrywki gracz zbiera punkty, przyznawane na przykład za zdobywanie diamentów, pokonywanie przeciwników i zbieranie power-upów ułatwiających rozgrywkę. Gracz ma trzy życia, które traci w wyniku kontaktu z przeciwnikami bądź elementami terenu takimi, jak woda, ruchome piaski czy ogień.

## Kontrowersje
The Great Giana Sisters była niewątpliwym klonem Super Mario Bros., balansującym na granicy plagiatu tej gry. Mimo to Nintendo nigdy nie wytoczyło procesu dotyczącego naruszenia praw autorskich, ograniczyło się jedynie do wywierania oficjalnych nacisków. Spowodowało to, iż gra została wycofana ze sprzedaży zaraz po ukazaniu się, co uczyniło ją rzadkim obiektem kolekcjonerskim.
Istnieje również zhakowana, nieoficjalna wersja The Great Giana Sisters na Commodore 64 pod tytułem Super Mario Bros., w której podmieniono sprite Giany i Marii tak, aby wyglądały jak Mario i Luigi. Wydano także nieoficjalny remake wersji z komputera C64 pod tytułem OpenGGS. Autorzy uzyskali pozwolenie od Manfreda Trenza na wykorzystanie oryginalnych grafik z wersji na C64.